# Антиратни протести у Русији 2022—2025.
Након руске инвазије на Украјину 24. фебруара 2022, широм Русије су избиле антиратне демонстрације и протести. Поред демонстрација, написан је низ петиција и отворених писама против рата, а један број јавних личности, културних и политичких, се јавно изјашњавао против рата.
Протести су наишли на широку репресију руских власти. Према подацима ОВД-Инфо, од 24. фебруара до 13. марта приведено је најмање 14.906 особа. Организације за људска права и новинари изразили су забринутост због полицијске бруталности током хапшења, а ОВД-Инфо је пријавио неколико случајева мучења демонстраната у притвору. Влада је такође кренула у сузбијање других облика противљења рату, укључујући увођење широко распрострањених мера цензуре. Други појединци који су потписали антиратне петиције суочили су се са одмаздом. Након што је Путин најавио делимичну мобилизацију руских војних резерви 21. септембра, наредних дана у масовним уличним протестима приведено је преко 2.000 људи.

## Протести
Поподне након инвазије, Истражни комитет Русије издао је упозорење Русима да ће се суочити са правним последицама због придруживања недозвољеним протестима у вези са „напетом спољнополитичком ситуацијом“. Опозициона активисткиња Марина Литвинович позвала је на Инстаграму на уличне протесте 24. фебруара увече али ју је полиција привела док је излазила из куће. Те вечери хиљаде људи су изашле на улице у градовима широм Русије у знак протеста против рата. Највеће демонстрације биле су у Москви, где се 2.000 демонстраната окупило код Пушкинског трга, и Санкт Петербургу, где се окупило до 1.000 демонстраната. Стотине су демонстрирале у Јекатеринбургу, а демонстрација је било и у Чељабинску, Нижњем Новгороду, Новосибирску и Перму, укључујући и друге градове. До краја вечери на дан инвазије, према подацима монитора ОВД-Инфо, било је 1.820 хапшења у 58 градова, од којих су 1.002 извршена у Москви. Руско министарство унутрашњих послова оправдало је ова хапшења „ограничењем због корона вируса, што укључује јавне догађаје“.
Дана 6. марта одржани су протести у најмање 60 градова, укључујући Владивосток, Иркутск и Хабаровск. ОВД-Инфо је пријавио преко 5.000 хапшења током дана. Руско министарство унутрашњих послова пријавило је више од 3.500 приведених. Видео на којем се види како гувернер Кемеровске области Сергеј Цивиљов покушава да оправда инвазију демонстрантима тог дана постао је виралан. Укупан број хапшења достигао је укупно 13.000 6. марта.
У седмици након Међународног дана жена, неколико видео снимака је постало вирално на друштвеним мрежама на којима се види како руска полиција хапси демонстранте јер су једноставно држали празан знак. Још једно хапшење које је постало вирално било је хапшење жене ухапшене јер је држала мали натпис на којем је једноставно писало „два слова“ („две речи“ на руском).
До краја марта, наводно су масовни протести углавном утихнули због репресије власти. Настављени су неки мањи појединачни акти противљења рату.
Пријављено је да су неки руски војници прекршили наређења да се придруже инвазији. 12. марта је објављено да је око 80 маринаца одбило да се бори након што су распоређени у Херсон и да су враћени на Крим. Псковски лист Псковскаја губернија је 7. априла известио да је око 60 руских падобранаца у Белорусији одбило таква наређења, даље извештавајући да руски команданти блокирају покушаје војника да се повуку из Оружаних снага Русије и такве војнике шаљу на суд.

## Петиције и отворена писма
У недељама које су претходиле инвазији, постојали су знаци да расте антиратно расположење у Санкт Петербургу. Почетком фебруара, преко 150 истакнутих руских активиста, аутора и академика потписало је отворено писмо „Само да рата не буде!“ протестујући против „партије рата у руском руководству“ и државних медија.
Више од 30.000 технолошких радника, 6.000 медицинских радника, 3.400 архитеката, више од 4.300 наставника, више од 17.000 уметника, 5.000 научника, и 2.000 глумаца, редитеља и других креативаца личности су потписале отворена писма позивајући Путинову владу да заустави рат. Неки Руси који су потписали петиције против руског рата у Украјини остали су без посла.
1.200 студената, професора и особља Московског државног института за међународне односе, повезаног са Министарством спољних послова, потписало је отворено писмо у којем се наводи да „сматрају морално неприхватљивим остати по страни и ћутати када људи умиру у суседству... Многе генерације будућих дипломата мораће да поново изграде поверење у Русију и изгубљене добре односе са нашим суседима.“
Представници руских уметничких и културних радника покренули су отворено писмо у којем изражавају солидарност са украјинским народом и протестују против рата. Од 23:00 по московском времену 27. фебруара 2022, писмо је потписало 17.000 људи.
Лев Пономарјов је покренуо петицију под називом „ Остановить войну с Украиной! – Нет войне Остановить войну с Украиной! – Нет войне “ („Зауставите рат са Украјином! – Не рату“). До 4. марта петицију је потписало више од 1,18 милиона Руса.

## Симболизам

### "Не рату!"
"Не рату!" (рус. "Нет войне!") је антиратни слоган који су демонстранти користили на антиратним протестима у Русији 2022. године. Деца су такође користила овај слоган на ручно рађеним натписима и покушала да оставе своју поруку испред украјинске амбасаде у Москви. Због тих радњи су ухапшени.
Своје неслагање са одлуком Кремља изразили су и рођаци неких руских званичника који оправдавају рат Русије против Украјине преко хештега „Не рату!“ . Међу њима је била и Лиза Пескова, ћерка званичног представника Кремља Дмитрија Пескова.

### Бело-плаво-бела застава
Бело-плаво-бела застава је антиратни симбол настао уклањањем црвене боје са руске заставе. Према антиратним демонстрантима, црвена је представљала крв и насиље, а застава покушава да дочара наслеђе Новгородске републике као пример демократије. Међутим, нису сви демонстранти ценили заставу. Марија Мотужнаја (опозициона активисткиња) критиковала је оправдање за уклањање црвене траке са заставе.

### Зелене траке
Неки демонстранти су користили зелене траке као симбол противљења рату.

## Изјаве против рата

### Изјаве руских политичара и политичких партија против рата
И руска уједињена демократска партија „Јаблоко“ и Партија народне слободе осудиле су предстојећу инвазију на Украјину неколико дана пре 24. фебруара 2022. године. Обе ове странке су се противиле илегалној анексији Крима и држе умерено проукрајинске позиције. Странка Јаблоко објавила је петицију којом се захтева повлачење трупа са украјинско-руске границе 13. фебруара 2022. године. Иако странка и даље легално постоји, десетине чланова Јаблока, политичара и активиста су ухапшени или притворени од 24. фебруара.
Комунистичка партија Руске Федерације (КПРФ) званично подржава инвазију и често је окарактерисана као контролисана опозиција Путиновој влади, међутим, неке омладинске и левичарске фракције унутар партије противиле су се рату. Једина два члана Државне думе која су се изјаснила против рата били су посланици КПРФ-а: Михаил Матвејев и Олег Смолин. Против рата је такође говорио и сенатор КПРФ- а Вјачеслав Маркајев. Дана 27. маја 2022. године, два посланика КПРФ-а из законодавне скупштине Приморског краја избачена су из регионалне групе КПРФ, а двојица су укорена од стране странке након што су дали изјаву против рата. Друга фракција повезана са Међународном марксистичком тенденцијом суочава се са искључењем из партије након што је организовала антиратни комитет под називом "Чланови КПРФ/ ЛКСМ против рата".
Дана 15. фебруара, веб-сајт руске политичке партије Нови људи, која је такође позната као контролисана опозиција и кварљива странка, је објавио изјаву Сардане Авксентјеве у којој се осуђује рат. Након почетка инвазије, лидер странке Алексеј Нечајев дао је изјаве у прилог војној акцији. Антиратна изјава Авксентјеве је обрисана, а она је касније подржала инвазију: „И осећам да данас морамо дати нашој војсци прилику да заврши свој посао... Потребна нам је победа“.
Међутим, један од посланика Нових народа Државне Думе, Сангађи Тарбајев, јавно је осудио рат. Валериј Гартунг, такође посланик Државне думе и члан партије Праведна Русија — за истину (која подржава инвазију), такође је то осудио на Фејсбуку, а касније је прокоментарисао своју објаву на Republic.ru.
Михаил Горбачов, последњи генерални секретар КПСС и шеф државе Совјетског Савеза, изјавио је да се „мора учинити све што је могуће да се заустави опасност од нуклеарног рата“. Фондација Горбачов је 26. фебруара саопштила: „У вези са руском војном операцијом у Украјини, започетом 24. фебруара, потврђујемо потребу за раним прекидом непријатељстава и хитним почетком мировних преговора. Нема ничег драгоценијег на свету од људских живота.“
Дана 27. фебруара, руска политичарка Људмила Нарусова, чланица Савета Федерације, изјавила је у телевизијском интервјуу: „Не идентификујем се са оним представницима државе који говоре у прилог рату. Мислим да ни они сами не знају шта раде. Они без размишљања извршавају наређења.“ Аркадиј Дворкович, који је био потпредседник владе од 2012. до 2018. године, осудио је руску инвазију на Украјину и рекао да су „Ратови најгоре ствари са којима се може суочити у животу... укључујући и овај рат. Моје мисли су са украјинским цивилима.“ Дана 23. марта, Путинов дугогодишњи саветник и руски изасланик за климу Анатолиј Чубајс поднео је оставку на своју функцију и напустио Русију због противљења рату.
Алексеј Наваљни, опозициони лидер који је био затворен у јануару 2021, назвао је Путина „очигледно лудим царем“ и позвао Русе да наставе свакодневне уличне протесте: „Изађите на главни трг свог града сваког радног дана у 19.00 и у 14.00 викендом и на одмор". Касније је позвао Путинов налог за делимичну мобилизацију упоређујући регрутацију затвореника са измишљеним Одредом самоубица, питајући "Шта војска састављена од убица, пљачкаша, разбојника може да постигне у борби?"
Друге групе које су изразиле своје противљење рату су Револуционарна радничка партија, Либертаријанска партија Русије, Социјалистичка алтернатива, Пиратска партија Русије, Уједињена комунистичка партија, Леви блок и Аутономна акција.
Руска политичарка и дипломата рођена у Украјини Наталија Поклонскаја, која је постала истакнута током руске анексије Крима, назвала је инвазију катастрофом, такође додајући „Људи умиру, куће и читави градови су уништени [остављајући] милионе избеглица. Тела и душе су осакаћени. Срце ми пуца од бола. Моје две матичне земље се убијају, то нисам желео и није оно што желим”. Она је такође рекла да се украјинско друштво „променило“ за осам година откако траје рат у Донбасу са проруским сепаратистима и да Украјинци „неће дочекати Русију са цвећем“. Она је такође критиковала војни симбол З. Према The Moscow Times, раскид Поклонске са званичном линијом Русије да је руска инвазија на Украјину „специјална војна операција“ за „денацизацију и демилитаризацију“ Украјине био је практично незапамћен за актуелног званичника.
Руски дипломата Борис Бондарев је 23. маја објавио да је поднео оставку на своју функцију у знак протеста због руске инвазије на Украјину, називајући инвазију „агресивним ратом“, рекавши да то није само злочин против украјинског народа, али и „најтежи злочин против народа Русије, са подебљаним словом З који прецртава све наде и изгледе за просперитетно слободно друштво у нашој земљи”.
Седам чланова савета из Окружног већа Смољњинског у Санкт Петербургу донело је 9. септембра резолуцију којом се од Државне думе позива да опозив председника Путина због „велеиздаје“ због његовог вођења рата у Украјини. Након тога, ове чланове савета је ухапсила полиција „због акција које имају за циљ дискредитацију актуелне руске владе“. Дмитриј Паљуга, одборник, објавио је резолуцију на Твитеру у којој се Путин оптужује за: „(1) десетковање младих радно способних руских мушкараца који би боље служили радној снази од војске; (2) руски економски пад и одлив мозгова; (3) ширење НАТО-а на исток, укључујући додавање Финске и Шведске да „удвоструче“ своју границу са Русијом; (4) супротан ефекат „специјалне војне операције“ у Украјини“. Слично, о сличној резолуцији је расправљано и усвојено у московском округу Ломоносовски.

### Изјаве јавних личности против рата
Након што је инвазија почела 24. фебруара, неколико руских познатих личности, укључујући поп звезду Валерија Меладзеа, телевизијског водитеља Ивана Урганта и телевизијску водитељку Ксенију Собчак, недвосмислено су је критиковали на друштвеним мрежама  Комичар и телевизијски водитељ Максим Галкин и телевизијски комичар Александар Гудков је такође осудио рат, као и глумица Чулпан Хаматова и глумац Константин Хабенски. Влогер Иури Дуд добио је милион 'лајкова' за објаву у којој се критикује рат:
Поп звезда рођена у Украјини Светлана Лобода упитала је „Како је то могуће? Господе, заустави све ово!" Уметничка клизачица Евгенија Медведева позвала је да се „све ово заврши што је пре могуће, као ружан сан". Шахиста Јан Непомњачи је у знак протеста твитовао: „Историја је видела много црних четвртка. Али данас је црњи од осталих. #saynotowar". Први тенисер света Даниил Медведев и седми тенисер Андреј Рубљов изјаснили су се за мир на дан инвазије. Следећег дана Рубљов је написао „Нема рата молим“ на камеру након победе у свом мечу. Хип-хоп уметник Окскксксимирон отказао је предстојеће наступе и позвао на масовне протесте, назвавши инвазију "злочином и катастрофом". Јелена Ковалскаја поднела је оставку на место директора државног позоришног центра Мејерхолд, написавши да је „немогуће радити за убицу и примати плату од њега“.
Пијаниста и композитор Евгениј Кисин описао је инвазију Русије као злочин који се не може оправдати. Пијаниста Александар Мелников је рекао: „Бесан сам на [Путинову владу] што ме је натерала да се осећам кривим што сам Рус“. Поп певач Сергеј Лазарев позвао је да се рат заустави.
Дана 25. фебруара, звезда хокеја на леду Алекс Овечкин, ватрени присталица Путина, дао је двосмислену изјаву против рата не помињући Украјину или Русију. Грузијски кошаркаш Торнике Шенгелија саопштио је 26. фебруара да превремено раскине уговор са КК ЦСКА из Москве „у знак протеста против руске инвазије на Украјину“. Позивајући се на историјске везе клуба са Црвеном армијом, Шенгелија је рекао: „Не сматрам могућим да наставим да играм за клуб руске војске“.
Лиза Пескова, ћерка Путиновог портпарола Дмитрија Пескова, поделила је слику хештега „Не рату“ у својој причи на Инстаграму, али га је потом брзо избрисала и критиковала протесте. Најбогатији руски милијардер, Михаил Фридман, позвао је на „престанак крвопролића“. Други олигарх, Олег Дерипаска, позвао је да мировни преговори почну „што је брже могуће“. Анонимни руски милијардер рекао је Ројтерсу: „То ће бити катастрофално у сваком смислу: за економију, за односе са остатком света, за политичку ситуацију. Руски милијардер и власник телевизијске мреже РЕН ТВ Алексеј Мордашов изјаснио се како против борби, тако и против економских последица које су уследиле. „Ужасно је да Украјинци и Руси умиру, људи трпе невоље, привреда се урушава. Морамо учинити све што је потребно да се у најскорије време нађе излаз из овог сукоба и да се крвопролиће заустави како бисмо помогли погођеним људима да врате нормалан живот.“
До 27. фебруара, неколико истакнутих руских јавних личности које живе у егзилу организовало је Антиратни комитет Русије . Група је издала саопштење у којем осуђује рат и позива "патриоте Русије да се консолидују против агресивне диктатуре Владимира Путина".
Михаил Шишкин, добитник руске Букерове награде за 2000. годину, написао је за Гардијан да „Путин чини монструозне злочине у име мог народа, моје земље и мене” и рекао да је „у Путиновој Русији немогуће дисати. Прејак је смрад из чизме полицајца“
Глумац Данила Козловски објавио је неколико постова на Инстаграму у којима осуђује рат, дијелећи слику уплакане избјеглице и користећи хештаг Нет војне! У објави од 27. фебруара, Козловски је признао и извинио се за своју равнодушност према руској анексији Крима 2014.
Тимур Бекмамбетов, режисер филмских хитова као што је Ноћна стража, осудио је инвазију у интервјуу за Deadline Hollywood. Непотврђени извештаји наводе да су Бекмамбетов (који се налази у Лос Анђелесу) и његова породица у потпуности прекинули везе са Русијом, након продаје његове продукцијске компаније Bazelevs Company.
Рок музичарка Земфира је 21. марта објавила антиратни музички спот за своју песму „Не пуцај“ из 2017. године, док је такође уклонила све своје друге песме са свог YouTube канала. Видео је садржао снимке руског војног напада на Украјину и антиратних протеста у Москви.
У мају 2022, рок певач Јуриј Шевчук је процесуиран након што је на концерту у Уфи говорио против Путина и рата у Украјини. Рекао је да се „убијају људи у Украјини” и да „наши момци тамо умиру” због „неких Наполеонових планова другог нашег Цезара”. У септембру је певачица Ала Пугачева изјаснила се против инвазије, написавши да Руси гину у Украјини за „илузорне циљеве” и да та инвазија „претвара нашу земљу у парију и погоршава животе наших грађана”.
У октобру 2022, руски глумац Артур Смољанинов оптужен је за „дискредитацију“ руске војске – то је било након његових антиратних изјава и након што је напустио Русију. Он је коментарисао; „Закони ове државе за мене не постоје. Они су, као и сама држава, инхерентно криминални, што значи да немају ни моралну ни правну снагу.“ У јануару 2023, посланик Јединствене Русије из Државне думе Бијсултан Хамзајев рекао је: „Апеловаћу на Истражни комитет да покрене кривични поступак против овог издајника.

### Изјаве организација против рата
Оснивачи покрета комеморације „Бесмртни пук“, у којем обични Руси носе фотографије чланова породице ветерана у маршевима широм Русије који се одржавају сваке године поводом обележавања Дана победе у Другом светском рату 9. маја, обратили су се Владимиру Путину у саопштењу, тражећи од њега да „заустави крвопролиће„. Светлана Голуб, председница Савеза комитета мајки војника Русије, рекла је за Гардијан да „Ратови увек доводе до смрти. Из бројних разговора које сам упућивао између војника и њихових породица, верујем да су многи Руси већ умрли... Сукоби увек значе много патње. Молим вас, обе стране морају да престану.“
Меморијал, најстарија организација за људска права у Русији, против које је руска влада репресивна и принудила је да буде затворена 2021. године, описао је инвазију као „злочин против мира и човечности” у саопштењу, додајући да ће она „остати срамно поглавље у руској историји“.
Мултинационална компанија Лукоил, друга највећа компанија у Русији после Гаспрома, позвала је 3. марта на прекид ватре и дипломатска средства за решавање сукоба.

## Репресија
Портпарол Уједињених нација осудио је "произвољна хапшења" демонстраната и позвао на њихово моментално ослобађање. Висока комесарка Уједињених нација за људска права Мишел Бачелет изразила је 8. марта забринутост због „употребе репресивног законодавства које омета остваривање грађанских и политичких права и криминализује ненасилно понашање“.
Human Rights Watch је 26. фебруара навео да видео снимци обрачуна који је анализирао показују „брутална хапшења мирних активиста од стране полицајаца“ и навео да „поступци власти да спрече људе да учествују у мирним јавним протестима и слободно изражавају своје мишљење крше фундаменталне права“. Дана 3. марта, наведено је да је руска влада блокирала приступ најмање осам независних руских медија, заједно са одређеним бројем украјинских медија, и да „тупо намеће цензуру комбиновану са лажним наративом да захтевају да сви морају да папагаји." Амнести интернешенел је навео да је руска влада била „паклено усредсређена на гушење државних критичара док приморава домаће медије да подрже њену политику“ и да је „рутински користила силу да растера антиратне протесте широм земље“. Међународна невладина организација за људска права Civil Rights Defenders изјавила је да је у Русији дошло до "озбиљног гушења" слободе изражавања и да је људима који су ухапшени због протеста против рата ограничен приступ адвокатима.
4. марта седам међународних и руских група за људска права (Хјуман рајтс воч, Амнести интернешенел, Фондација кућа за људска права, Међународна федерација за људска права, Међународна служба за људска права, Меморијални центар за људска права и Комитет Гражданское Содејство) објавило је заједничко писмо Савету Уједињених нација за људска права у којем се наводи да се у Русији дешава „потпуни лов на вештице против независних група, заштитника људских права, медија и новинара и политичке опозиције“ који „десеткује цивилно друштво и тера многе да изгнанство“.
Руско министарство унутрашњих послова оправдало је хапшења због „ограничења због корона вируса, укључујући јавне догађаје“ која су остала на снази. Руске власти упозориле су Русе на правне последице због придруживања антиратним протестима. Путин је 16. марта одржао говор у којем је противнике рата назвао „олошем и издајницима“, рекавши да ће „природно и неопходно самочишћење друштва само ојачати нашу земљу“.

### Закони о цензури и лажним вестима
Московска радио станица Echo of Moscow, као и независни телевизијски канал Дожд, су 1. марта искључени из емитовања због емитовања противљења рату. Након што су завршили своје последње емитовање, Дожд је ставио петљу на Лабудово језеро, понављајући напоре совјетских власти да закопају лоше вести, укључујући покушај државног удара 1991. док се СССР распадао.
Руски парламент је 4. марта усвојио закон који има за циљ гушење извештавања и противљења рату који кажњава грађане до 15 година затвора због ширења „лажних информација“ о руској војсци и њеним операцијама. Овим законом је такође незаконито „упућивање позива против употребе руских трупа за заштиту интереса Русије“ или „за дискредитацију такве употребе“ уз могућу казну до три године затвора. Иста одредба важи и за позиве на санкције Русији. Овај закон ефективно криминализује свако јавно противљење или независно извештавање вести о рату против Украјине и могао би да учини злочином једноставно назвати рат „ратом“ — Кремљ каже да је то „специјална војна операција“ — на друштвеним мрежама или у новинским чланцима или емисијама. Касније тог дана, Путин је потписао закон; такође је потписао закон који би омогућио новчане или затворске казне до 3 године за оне који позивају на санкције. Истог дана, независни лист Новаја газета објавио је да повлачи сав материјал у вези са ратом са свог сајта, рекавши да је војна цензура „прешла на претњу кривичним гоњењем како новинара, тако и грађана који шире информације о војним непријатељствима, тј. другачије од саопштења Министарства одбране“. Истог дана, независна новинска кућа Знак.цом са седиштем у Јекатеринбургу објавила је да ће обуставити рад због политичке репресије.
Исте недеље, руски регулатор телекомуникација Роскомнадзор ограничио је приступ веб страницама друштвених медија Фејсбук и Твитер, као и низу међународних новинских организација, укључујући Би-Би-Си, немачки јавни сервис Дојче веле, амерички емитер Глас Америке и Радио Слободна Европа/Радио Слобода, украјински лист Свобода и летонски новински сајт Медуза. Бројне друге међународне новинске организације обуставиле су рад у Русији због потенцијалних претњи њиховим новинарима, укључујући ABC, Bloomberg News, CBC/Radio-Canada, CBS News, and CNN, а главни уредник Блумберга Џон Миклетвејт је изјавио да је „промена Кривичног закона, која изгледа осмишљена да од сваког независног извештача направи криминалца искључиво удруженим путем, онемогућава наставак било каквог привида нормалног новинарства унутар земље." Роскомнадзор је 6. марта ограничио приступ Медиазони, захтевајући да се веб страница затвори. Медиазона је пркосно обећала да ће наставити, пружајући савете како да избегне цензуру. Роскомнадзор је 11. марта блокирао сајтове Амнести интернешенела, као и веб-сајтове руске групе за праћење избора Голос.
Према новинском сајту Агентство, преко 150 новинара напустило је Русију до 7. марта откако је Путин потписао закон. Репортери без граница су закон назвали „коначним ударцем који је довршио уништење руских независних медија“.
Дана 16. марта, руска социјалистица и блогерка о храни Вероника Белоцерковскаја постала је прва особа оптужена по новом руском закону о „лажним информацијама“. Дана 22. марта, руски новинар Александар Невзоров оптужен је након што је објавио информацију да су руске снаге гранатирале породилиште у Мариупољу; касније је побегао из Русије где је добио украјинско држављанство и осуђен је на хапшење у одсуству након што је суд рекао да његове објаве садрже „намерно лажне“ информације. Дана 25. марта, руска новинарка Изабела Јевлојева оптужена је по „лажном закону” након што је поделила објаву на друштвеним мрежама у којој је симбол „З” описан као „синоним за агресију, смрт, бол и бесрамну манипулацију”.
Сергеј Клоков, московски полицајац украјинских корена, који је пореклом из Буче у Кијевској области, ухапшен је након што је колегама испричао шта је чуо од свог оца и украјинских породичних пријатеља о руској инвазији.
Према ОВД-Инфо, преко 400 људи је приведено или кажњено до априла по законима који забрањују „лажне“ информације о војсци. Тврдило се да су руске власти користиле коришћење лажних порука од стране најмање једног руског антиратног демонстранта. Тврдио је да су се убрзо након што је пуштен из притвора на његовом телефону појавиле чудне антиратне поруке и да се плашио да су поруке покушај да га инкриминишу пре него што је могао да напусти земљу.
Више од 2.000 људи приведено је или кажњено до маја 2022. године према законима који забрањују "лажне" информације о војсци. До почетка јуна отворена су 53 кривична предмета.
У јулу 2022, Алексеј Горинов, члан савета округа Красноселски у Москви, осуђен је на седам година затвора након што је дао антиратне коментаре на седници савета у марту, укључујући и изјаву да Русија води агресорски рат против Украјине. Адвокат Павел Чиков рекао да је ово прва казна затвора по новом закону.
У августу 2022. године, бивши градоначелник Јекатеринбурга Јевгениј Ројзман приведен је од стране полиције где је рекао да га терете за „дискредитацију“ војске. Ројзман је претходно три пута кажњен по истом закону.
Према подацима ОВД-Инфо, укупан број притворених широм Русије после шест месеци износи око 16.500, при чему је преко 3.800 оптужено за прекршаје за које су предвиђене новчане казне, а најмање 224 суочено са кривичним гоњењем.
У децембру 2022. године, московски суд осудио је опозиционог политичара Иљу Јашина на осам година и шест месеци затвора због његових изјава о околностима убистава у Бучи под оптужбом да је „ширио лажне информације“ о оружаним снагама. Његова казна је била најоштрија по новим законима. Касније у децембру, суд је осудио радника Владимира Румјанцева из Вологде на три године затвора након што га је прогласио кривим за емитовање „лажних информација“ о оружаним снагама које су „пуне мржње“ на друштвеним мрежама, укључујући „лажне “ оптужбе за пљачке, убиства и насиље над цивилима; тужилац је тражио казну затвора од шест година. ОВД-Инфо је саопштио да се за сличне оптужбе суди више од 380 других особа.
У јануару 2023. године, опозициони посланик у Законодавној скупштини Санкт Петербурга, Борис Вишњевски, као и бивши посланик Максим Резник, оптужени су за дискредитацију оружаних снага због „материјала о граду Бучи” и навода о „великом броју убијених цивила”.

### Одмазде
Москва Тајмс је известио да су послодавци неким руским радницима који су потписали петиције против рата рекли да повуку своје потписе и да ће бити отпуштени ако одбију. Лист је такође известио да су неке компаније упозориле запослене да не „објављују објаве о политичким темама на Фејсбуку“.
Радио Слободна Европа/Радио Слобода известио је да студентима на неким универзитетима прети искључење због антиратних протеста. Почетком марта, студентски синдикат Државног универзитета Санкт Петербурга известио је да је универзитет избацио најмање 13 студената због учешћа у антиратним протестима.
Известан број антиратних активиста и независних новинара у Русији је од почетка инвазије имао на мети вандализма, укључујући ђубриво и поруке које их називају издајицама. Симбол З, који је постао истакнут у руској популарној култури као симбол подршке рату, делом кроз државну промоцију симбола, такође је коришћен за графите на домовима неколико антиратних активиста. Филмски критичар Антон Долин, међу онима који су били таргетирани и коме је на кући написан симбол З, описао је симбол као претњу, рекавши да је „Сврха овога јасна: знамо где живи ваша породица, чувајте се“.
Према The Moscow Times, руске власти и провладине личности активно су подстицале пријављивање других грађана, укључујући пријатеље и породицу, за „антируске“ активности, укључујући антиратне изјаве.

### Масовна хапшења
Евидентирани број ухапшених антиратних демонстраната по дану према ОВД-Инфо је:
- 24. фебруар: 1.965[173]
- 25. фебруар: 643[174]
- 26. фебруар: 533[175]
- 27. фебруар: 2.857[176]
- 28. фебруар: 516[177]
- 1. март: 329[178]
- 2. март: 852[179]
- 3. март: 498[180]
- 4. март: 80[181]
- 5. март: 84[182]
- 6. март: 5.572[183]
- 8. март: 122[184]
- 13. март: 936[185][186]
- 2. април: 215[187]
- 21. септембар: 1.382[188]
- 22. септембар: 14[189]
- 24. септембар: 847[190]
- 25. септембар: 149[191]

### Полицијска бруталност
Руска невладина организација ОВД-Инфо известила је да је потврдила најмање 30 случајева да су демонстранти претучени од стране полиције током викенда 5-6. марта, као и неколико случајева да су ухапшени демонстранти мучени у притвору, уз напомену да је „вероватно да овај број је много већи. На друштвеним мрежама има много видео снимака на којима се види како полицајци туку антиратне демонстранте.“ Аудио снимак демонстранта ухапшеног тог викенда који је успео да сакрије свој телефон док га је више полицајаца притварало и испитивало је документовало 11 минута физичког и вербалног злостављања, при чему јој је један полицајац рекао да сте „ви сте непријатељи Русије. Ви сте непријатељи народа.“
Human Rights Watch је навео да је руска полиција користила „прекомерну силу док хапси људе“, да полиција понекад прикрива њихове личне карте својим униформама, да су људи који су ухапшени били „присиљени да им узму фотографије и отиске прстију и да предају своје телефоне, напротив према руском закону“, и да је неколико ухапшених демонстраната подвргнуто ватерборду. <i>Медиазона</i> је даље известила да су жене које су ухапшене изложене претњама сексуалним насиљем, да су ухапшени родно неприкладни демонстранти исмевани, а да је полиција неким притвореницима прскала лице у лице антисептичким растворима.

## Реакције

### Домаћа опозиција антиратном расположењу
Један број људи који су повезани са руском владом изјаснио се против протеста. Путинов секретар за штампу Дмитриј Песков изјавио је да „сада није време за поделе. Сада је време да се ујединимо, да се ујединимо око нашег председника“, уз признање да „постоје жестоке расправе међу културним личностима.“ Маргарита Симоњан, главни уредник руских државних новинских агенција РТ и <i>Россииа Сегодниа</i>, изјавила је да „Ако се сада стидите што сте Руси, не брините, нисте Руси“. Као одговор на Симоњанову изјаву, Виталик Бутерин, програмер и један од суоснивача Етхереума, рекао је: „Јеби се.“ Андреј Турчак, посланик Путинове партије Јединствена Русија, осудио је антиратни став Аркадија Дворковича као „ништа друго до саму националну издају, понашање пете колоне, о чему је говорио председник [Путин]..." Председник Државне думе Вјачеслав Володин осудио је Русе који се противе рату као издајнике.
Руски председник Владимир Путин је 16. марта 2022. године упутио упозорење руским „издајницима” за које је рекао да Запад жели да искористи као „пету колону” да уништи Русију. Он је рекао да Руси треба да се подвргну „природном и неопходном самочишћењу друштва“ како би се ослободили „копилад“ и прозападних „издајника“.
Руске власти подстицале су Русе да пријаве своје пријатеље, колеге и чланове породице полицији због изражавања противљења рату у Украјини.

### Егзодус Руса
Од почетка инвазије, више од 300.000 Руса је побегло из земље, посебно грађана који се противе рату, као одговор на појачану репресију и гласине о регрутацији и ванредном стању. Новинар Борис Грозовски је на Фејсбуку објавио да „Ми нисмо туристи, драги грађани Грузије. Ми смо избеглице. Лично ме је тражила полиција у Русији због ширења антиратних петиција... Нисмо бежали од метака, бомби и пројектила, већ из затвора. Да сам написао ово што пишем сада док сам у Русији, неминовно бих отишао у затвор на 15–20 година.“ Други су побегли из земље због забринутости због погоршања услова у земљи, посебно у економском и политичком смислу, заједно са антиратним осећањима и на мети прошлих опозиционих покрета. Балерина Бољшог театра Олга Смирнова напустила је Русију и наставиила каријеру у Холандији у знак протеста због рата.
До почетка априла, процењује се да је око 100.000 Руса побегло из Русије у Грузију. После три недеље рата, око 14.000 људи је отишло у Турску. Десетине хиљада отишло је у Јерменију; до 24. маја процењује се да је 108.000 руских држављана побегло у ту земљу, или нордијске државе као што је Финска. Кажу да је хиљаде њих отишло у Узбекистан.

### Анкете
Државна анкета коју је 28. фебруара 2022. објавио Руски центар за истраживање јавног мњења показала је да 68 одсто Руса подржава „специјалну војну операцију“, 22 одсто се противи, а 10 одсто није одговорило.
Касније, серија од четири онлајн анкете Фондације за борбу против корупције Алексеја Наваљног тврдила је да показује да се расположење међу становницима Москве брзо мења. Између 25. фебруара и 3. марта, број оних који окривљују Русију за рат порастао је са 14% на 36%, са 79% сада за заустављање сукоба и укључивање у мировне преговоре. Удео испитаника који Русију сматрају „агресором“ порастао је са 29% на 53%, док је удео оних који Русију сматрају „миротворцем“ пао за половину са 25% на 12%.
Од 26. до 28. фебруара 2022. године, истраживање независне истраживачке групе Руссиан Фиелд показало је да 58,8% испитаника подржава „специјалну војну операцију“ у Украјини. Према анкети, у групи испитаника од 18 до 24 године, само 29 одсто је подржало „специјалну војну операцију“.
Анкета независног Левада центра објављена 30. марта показала је да је Путинов рејтинг скочио са 71% у фебруару на 83% у марту 2022. године.
Стручњаци су упозорили да бројке можда не одражавају тачно расположење јавности, јер јавност има тенденцију да се окупља око лидера током рата и да неки можда крију своје право мишљење, посебно уз појачану цензуру и нови закон који забрањује ширење „лажних информације“ о војсци. Студија истраживача повезаних са Лондонском школом економије показала је да је изражена подршка рату међу Русима пала са 68% на 53% када су их индиректно питали о инвазији у анкетама. Многи испитаници не желе да одговоре на питања анкетара из страха од негативних последица. У марту 2022. године, када су руски опозициони политичар Максим Кац и група руских истраживача наручили анкету о ставовима Руса према рату у Украјини, 29.400 од 31.000 људи које су позвали одбило је да одговори након што су чули дотичну тему.

## Анализа

### Статус руске опозиције
Алвина Хофман са Краљевског колеџа у Лондону рекла је да је „наизглед широка антиратна коалиција изванредна, с обзиром на то да је „руски политички апарат систематски разбијао опозиционе покрете, стварајући климу у којој се сваки облик протеста сусреће са угњетавањем.“ Руски новинар Александар Бидин, пишући за опенДемоцраци, изјавио је да „руском друштву недостају институције које су способне да преузму организацију протеста, посебно у кратком року“ и да је „за већину излазак на улице морална дужност и симболички чин, а не функционални инструмент отпора власти“. Саша де Вогел са Универзитета у Њујорку тврди да су антиратни протести „видљивији за публику на Западу него за ширу руску јавност“ и да протести „немају координационо тело“. Многи су планирани путем личних мрежа и постова на друштвеним мрежама. У неким случајевима, противници рата су једноставно отпутовали у најближи центар града у нади да ће пронаћи истомишљенике. Многи протести су самостални.“

### Ризици протеста
Марија Попова са Универзитета Макгил изјавила је да „не само да ризикујете тиме што ћете се појавити на протесту, већ ризикујете да будете стављени на листу и да вас власти систематски узнемиравају због учествовања у протесту“, даље рекавши да је ниво репресије у Русији био „много гори него што је био у било ком тренутку од стаљинистичког времена“. Један демонстрант са којим је интервјуисао НПР изјавио је да антиратни протести „изгледају опаснији“ од претходних протестних покрета у Русији под Путином и да неки демонстранти „заиста нису схватили да је могуће само имати постер на којем пише „Не рату“. и завршити у полицијској станици. Заиста нису мислили да је то могуће код нас.“
Григориј Дурново, аналитичар руске невладине организације ОВД-Инфо, рекао је за Франце 24 да „никада нисмо видели толики број притвореника дневно“, а демонстранти ризикују новчане казне „од 2.000 до 300.000 рубаља (од 17 до више од 2.500 евра) и ризик до 30 дана у притвору“. Дурново је даље навео да руски државни медији „понекад помињу антиратне протесте, али не можемо да их користимо као извор јер они не причају целу причу“. Координатор ОВД-Инфо Леонид Драбкин рекао је 4. марта за Ал Џазиру да je „у преко 100 градова било притвора“ од почетка инвазије и да „ова тема заиста додирује све. Зато што се заправо не ради о вашим политичким ставовима, али многи Руси имају рођаке и пријатеље у Украјини.“

### Демографија
Неколико коментатора је приметило значајно присуство омладине на антиратним протестима у Русији. Синтија Хупер са колеџа Светог крста рекла је да протести против рата представљају „борбу генерација“ у Русији, супротстављајући „оне који верују у приче државне телевизије против сопствене деце“. Дипломатски уредник CNN International Ник Робертсон изјавио је да је „овдашња генерација намјерно одрастала у незнању о државним дезинформацијама, умјесто тога одвикнута на друштвеним мрежама, тако да је отпорна на лажи које су плашиле њихове родитеље“, али да су оне „и даље биле обуздане од стране огромна инфраструктура државне безбедности која је прави мишић иза порука државних медија."
Коментатори су такође приметили значајну улогу жена у протестима. Новинар Медузе Алексеј Коваљов изјавио је да се „углавном жене суочавају са правим насиљем и озбиљним затвором“. Марија Силина са Универзитета у Квебеку у Монтреалу изјавила је да су „огромна већина [антиратних демонстраната] биле жене, куеер или транс – од којих су многе ретко биле видљиве као политичке активисткиње у Русији због хомофобичних закона против њих.

### Утицај државних медија и цензуре
Један од разлога зашто су многи Руси подржали „специјалну војну операцију“ у Украјини јесте пропаганда и дезинформације које сеје Кремљ. Неки посматрачи су приметили оно што су описали као „генерацијску борбу“ међу Русима око перцепције рата, с тим да се млађи Руси вероватније противе рату, а старији Руси вероватније прихватају наратив који представљају државни медији у Русији.

### Утицај међународних санкција
Расправљало се о ефекту међународних санкција и осуди рата на домаћим антиратним протестима. Брајан Гродски са Универзитета Мериленд, округ Балтимор, упозорио је да би тежина санкција могла више да нашкоди руској опозицији него да јој помогне, рекавши да „саме санкције које подстичу Русе да нападну режим такође сужавају њихове расположиве могућности да то ураде“. Научник московског Царнегие центра Андреј Мовчан написао је да би санкције усмерене на обичне Русе могле бити „управо оно што Кремљ жели – да десетине милиона Руса који се противе режиму неће моћи да напусте земљу, па чак и да се привремено нађу у свету без руског пропаганде“, наводећи да би санкције уместо тога требало да „бескомпромисно блокирају приступ Кремљу његовим финансијским и технолошким ресурсима“.

### Дугорочна прогноза
Кремљолог Лилија Шевцова изјавила је да „ефекат Крима нестаје. Рат у Украјини ствара „наше“ жртве – то ће имати утицаја. Штавише, 2008. и 2014. године ратови су били релативно кратки и завршени су „нашом“ победом. У овом тренутку, многи Руси прихватају Путинову „мировну операцију“. Али они могу променити свој став ако операција [буде] дуга и крвава.“
Ерика Ченовет са Харвардске Кенеди школе изјавила је да су „протести неопходни, али недовољни показатељи када ће елите да одлуче да промене своју лојалност“ и да је „важно не потценити да Путин има стварну базу која му је невероватно лојална“.